# Europees kampioenschap voetbal mannen onder 19 - 2023
Het Europees kampioenschap voetbal mannen onder 19 van 2023  (ook wel UEFA Under-19 Euro 2023 genoemd) was de twintigste editie van het Europees kampioenschap voetbal mannen onder 19, een jaarlijks UEFA-toernooi voor Europese nationale ploegen van spelers geboren op of na 1 januari 2004. Acht landen nemen deel aan dit toernooi dat van 3 tot en met 16 juli 2023 in Malta werd gespeeld.

## Kwalificatie

### Format
Voor de editie in 2023 zou hetzelfde format worden gebruikt als in de jaren ervoor. Dat betekent dat er gespeeld werd in twee rondes. In de eerste ronde, de kwalificatieronde, werden 51 landen werden verdeeld over 12 groepen van vier landen en 1 groep van drie landen. Daarna volgt de eliteronde, 28 landen nemen deel aan deze ronde. Die landen worden verdeeld in 7 groepen van vier landen. In iedere groep speelt ieder land een keer tegen elkaar. Net als in de kwalificatieronde worden alle wedstrijden in één land gespeeld. De winnaar van iedere groep kwalificeert zich voor het hoofdtoernooi.
- Kwalificatieronde (21 september – 23 november 2022)
- Eliteronde (22–28 maart 2023)

### Gekwalificeerde landen
| # | Land        | Gekwalificeerd als          | Eerdere deelnames                                                            |
| - | ----------- | --------------------------- | ---------------------------------------------------------------------------- |
| 1 | Malta       | Gastland                    | Debuut                                                                       |
| 2 | Noorwegen   | Eliteronde: Winnaar groep 1 | 2002, 2003, 2005, 2018, 2019                                                 |
| 3 | Portugal    | Eliteronde: Winnaar groep 2 | 2003, 2006, 2007, 2010, 2012, 2013, 2014, 2016, 2017, 2018, 2019             |
| 4 | Italië      | Eliteronde: Winnaar groep 3 | 2003, 2004, 2008, 2010, 2016, 2018, 2019, 2022                               |
| 5 | Spanje      | Eliteronde: Winnaar groep 4 | 2002, 2004, 2006, 2007, 2008, 2009, 2010, 2011, 2012, 2013, 2015, 2018, 2019 |
| 6 | Griekenland | Eliteronde: Winnaar groep 5 | 2005, 2007, 2008, 2011, 2012, 2015                                           |
| 7 | Polen       | Eliteronde: Winnaar groep 6 | 2004, 2006                                                                   |
| 8 | IJsland     | Eliteronde: Winnaar groep 7 | Debuut                                                                       |

Vetgedrukt betekent dat dit land kampioen werd in dat jaar.

## Stadions
| · Ta' Qali Paola Xewkija | Ta' Qali                              | Ta' Qali                           |
| · Ta' Qali Paola Xewkija | Ta' Qalistadion Capaciteit: 16.997    | Centenarystadion Capaciteit: 3.000 |
| · Ta' Qali Paola Xewkija |                                       |                                    |
| · Ta' Qali Paola Xewkija | Paola                                 | Xewkija                            |
| · Ta' Qali Paola Xewkija | Tony Bezzinastadion Capaciteit: 2.968 | Gozostadion Capaciteit: 1.644      |
| · Ta' Qali Paola Xewkija |                                       |                                    |

## Groepsfase
De loting voor de groepsfase werd gehouden op 19 april 2023.

### Groep A
| Pos | Team     | Wed | W | G | V | Ptn | DV | DT | +/− | Kwalificatie  |
| --- | -------- | --- | - | - | - | --- | -- | -- | --- | ------------- |
| 1   | Portugal | 3   | 3 | 0 | 0 | 9   | 9  | 2  | +7  | Knock-outfase |
| 2   | Italië   | 3   | 1 | 1 | 1 | 4   | 6  | 6  | 0   | Knock-outfase |
| 3   | Polen    | 3   | 1 | 1 | 1 | 4   | 3  | 3  | 0   |               |
| 4   | Malta    | 3   | 0 | 0 | 3 | 0   | 1  | 8  | −7  |               |

|                           |       |         |                      |                                                                                 |
| 3 juli 2023 18:00 (UTC+2) | Polen | 0 – 2   | Portugal             | Tony Bezzinastadion, Paola Toeschouwers: 772 Scheidsrechter: Juxhin Xhaja (ALB) |
| 3 juli 2023 18:00 (UTC+2) |       | Verslag | 4' Brás 60' H. Félix | Tony Bezzinastadion, Paola Toeschouwers: 772 Scheidsrechter: Juxhin Xhaja (ALB) |

|                           |       |         |                                                                        |                                                                                |
| 3 juli 2023 18:00 (UTC+2) | Malta | 0 – 4   | Italië                                                                 | Ta' Qalistadion, Ta' Qali Toeschouwers: 3.427 Scheidsrechter: Yigal Frid (ISR) |
| 3 juli 2023 18:00 (UTC+2) |       | Verslag | 19' (pen.) Ndour 32' (pen.) Esposito 47' D'Andrea 90+2' (pen.) Vignato | Ta' Qalistadion, Ta' Qali Toeschouwers: 3.427 Scheidsrechter: Yigal Frid (ISR) |

|                           |                                                               |         |           |                                                                                     |
| 6 juli 2023 18:00 (UTC+2) | Portugal                                                      | 5 – 1   | Italië    | Centenarystadion, Ta' Qali Toeschouwers: 1.328 Scheidsrechter: Sven Jablonski (GER) |
| 6 juli 2023 18:00 (UTC+2) | R. Ribeiro 35' Sá 57' Brás 68' H. Félix 89' Vasconcelos 90+1' | Verslag | 6' Lipani | Centenarystadion, Ta' Qali Toeschouwers: 1.328 Scheidsrechter: Sven Jablonski (GER) |

|                           |       |         |                         |                                                                                  |
| 6 juli 2023 21:15 (UTC+2) | Malta | 0 – 2   | Polen                   | Centenarystadion, Ta' Qali Toeschouwers: 1.618 Scheidsrechter: Yael Falcón (ARG) |
| 6 juli 2023 21:15 (UTC+2) |       | Verslag | 59' Strzałek 82' Pieńko | Centenarystadion, Ta' Qali Toeschouwers: 1.618 Scheidsrechter: Yael Falcón (ARG) |

|                           |                         |         |          |                                                                               |
| 9 juli 2023 18:00 (UTC+2) | Portugal                | 2 – 1   | Malta    | Gozostadion, Xewkija Toeschouwers: 894 Scheidsrechter: Joonas Jaanovits (EST) |
| 9 juli 2023 18:00 (UTC+2) | Falé 8' Vasconcelos 75' | Verslag | 72' Tuma | Gozostadion, Xewkija Toeschouwers: 894 Scheidsrechter: Joonas Jaanovits (EST) |

|                           |          |         |             |                                                                                 |
| 9 juli 2023 18:00 (UTC+2) | Italië   | 1 – 1   | Polen       | Ta' Qalistadion, Ta' Qali Toeschouwers: 1.053 Scheidsrechter: Gergő Bogár (HUN) |
| 9 juli 2023 18:00 (UTC+2) | Hasa 34' | Verslag | 8' Strzałek | Ta' Qalistadion, Ta' Qali Toeschouwers: 1.053 Scheidsrechter: Gergő Bogár (HUN) |

### Groep B
| Pos | Team        | Wed | W | G | V | Ptn | DV | DT | +/− | Kwalificatie  |
| --- | ----------- | --- | - | - | - | --- | -- | -- | --- | ------------- |
| 1   | Spanje      | 3   | 2 | 1 | 0 | 7   | 7  | 1  | +6  | Knock-outfase |
| 2   | Noorwegen   | 3   | 1 | 2 | 0 | 5   | 6  | 5  | +1  | Knock-outfase |
| 3   | IJsland     | 3   | 0 | 2 | 1 | 2   | 2  | 3  | −1  |               |
| 4   | Griekenland | 3   | 0 | 1 | 2 | 1   | 4  | 10 | −6  |               |

|                           |                                                        |         |                                                       |                                                                                     |
| 4 juli 2023 18:00 (UTC+2) | Noorwegen                                              | 5 – 4   | Griekenland                                           | Centenarystadion, Ta' Qali Toeschouwers: 586 Scheidsrechter: Joonas Jaanovits (EST) |
| 4 juli 2023 18:00 (UTC+2) | Roaldsøy 6' Ødegård 15', 44' Flataker 18' Skogvold 36' | Verslag | 51', 81' Tzimas 80' Stavropoulos 90+5' Kalogeropoulos | Centenarystadion, Ta' Qali Toeschouwers: 586 Scheidsrechter: Joonas Jaanovits (EST) |

|                           |                    |         |                             |                                                                                |
| 4 juli 2023 21:15 (UTC+2) | IJsland            | 1 – 2   | Spanje                      | Centenarystadion, Ta' Qali Toeschouwers: 753 Scheidsrechter: Gergő Bogár (HUN) |
| 4 juli 2023 21:15 (UTC+2) | Þorsteinsson 90+1' | Verslag | 16' Gasiorowski 47' Barberà | Centenarystadion, Ta' Qali Toeschouwers: 753 Scheidsrechter: Gergő Bogár (HUN) |

|                           |             |         |                                                     |                                                                         |
| 7 juli 2023 18:00 (UTC+2) | Griekenland | 0 – 5   | Spanje                                              | Gozostadion, Xewkija Toeschouwers: 479 Scheidsrechter: Yigal Frid (ISR) |
| 7 juli 2023 18:00 (UTC+2) |             | Verslag | 11', 45+1' Barberà 14' Ángel 17' Palacios 57' Casas | Gozostadion, Xewkija Toeschouwers: 479 Scheidsrechter: Yigal Frid (ISR) |

|                           |                 |         |                     |                                                                                 |
| 7 juli 2023 21:00 (UTC+2) | IJsland         | 1 – 1   | Noorwegen           | Tony Bezzinastadion, Paola Toeschouwers: 532 Scheidsrechter: Juxhin Xhaja (ALB) |
| 7 juli 2023 21:00 (UTC+2) | Guðmundsson 89' | Verslag | 65' (pen.) Roaldsøy | Tony Bezzinastadion, Paola Toeschouwers: 532 Scheidsrechter: Juxhin Xhaja (ALB) |

|                            |             |       |         |                                                                                   |
| 10 juli 2023 21:00 (UTC+2) | Griekenland | 0 – 0 | IJsland | Tony Bezzinastadion, Paola Toeschouwers: 324 Scheidsrechter: Sven Jablonski (GER) |
| 10 juli 2023 21:00 (UTC+2) | Verslag     |       |         | Tony Bezzinastadion, Paola Toeschouwers: 324 Scheidsrechter: Sven Jablonski (GER) |

|                            |         |       |           |                                                                               |
| 10 juli 2023 21:00 (UTC+2) | Spanje  | 0 – 0 | Noorwegen | Ta' Qalistadion, Ta' Qali Toeschouwers: 704 Scheidsrechter: Yael Falcón (ARG) |
| 10 juli 2023 21:00 (UTC+2) | Verslag |       |           | Ta' Qalistadion, Ta' Qali Toeschouwers: 704 Scheidsrechter: Yael Falcón (ARG) |

## Knock-outfase
|  | halve finale       | halve finale       |  |        | finale             | finale             |
|  |                    |                    |  |        |                    |                    |
|  | 13 juli – Paola    |                    |  |        |                    |                    |
|  | Portugal           | 5                  |  |        |                    |                    |
|  | Noorwegen          | 0                  |  |        | 16 juli – Ta' Qali | 16 juli – Ta' Qali |
|  |                    |                    |  |        | Portugal           | 0                  |
|  | 13 juli – Ta' Qali | 13 juli – Ta' Qali |  | Italië | 1                  |                    |
|  | Spanje             | 2                  |  |        |                    |                    |
|  | Italië             | 3                  |  |        |                    |                    |

### Halve finale
|                            |                                                       |         |           |                                                                                |
| 13 juli 2023 18:00 (UTC+2) | Portugal                                              | 5 – 0   | Noorwegen | Tony Bezzinastadion, Paola Toeschouwers: 709 Scheidsrechter: Yael Falcón (ARG) |
| 13 juli 2023 18:00 (UTC+2) | Sá 6' H. Félix 17' (pen.) Ribeiro 31', 66' Borges 69' | Verslag |           | Tony Bezzinastadion, Paola Toeschouwers: 709 Scheidsrechter: Yael Falcón (ARG) |

|                            |                             |         |                                    |                                                                                |
| 13 juli 2023 21:00 (UTC+2) | Spanje                      | 2 – 3   | Italië                             | Ta' Qalistadion, Ta' Qali Toeschouwers: 1.712 Scheidsrechter: Yigal Frid (ISR) |
| 13 juli 2023 21:00 (UTC+2) | Barberà 58' Gasiorowski 74' | Verslag | 52' Vignato 66' Pisilli 85' Lipani | Ta' Qalistadion, Ta' Qali Toeschouwers: 1.712 Scheidsrechter: Yigal Frid (ISR) |

### Finale
|                            |          |         |            |                                                                                    |
| 16 juli 2023 21:00 (UTC+2) | Portugal | 0 – 1   | Italië     | Ta' Qalistadion, Ta' Qali Toeschouwers: 5.648 Scheidsrechter: Sven Jablonski (GER) |
| 16 juli 2023 21:00 (UTC+2) |          | Verslag | 19' Kayode | Ta' Qalistadion, Ta' Qali Toeschouwers: 5.648 Scheidsrechter: Sven Jablonski (GER) |